# Estação Ferroviária de Vale de Figueira
A Estação Ferroviária de Vale de Figueira (nome anteriormente grafado como "Valle") é uma interface da Linha do Norte, que serve a freguesia de Vale de Figueira, no concelho de Santarém (Portugal).

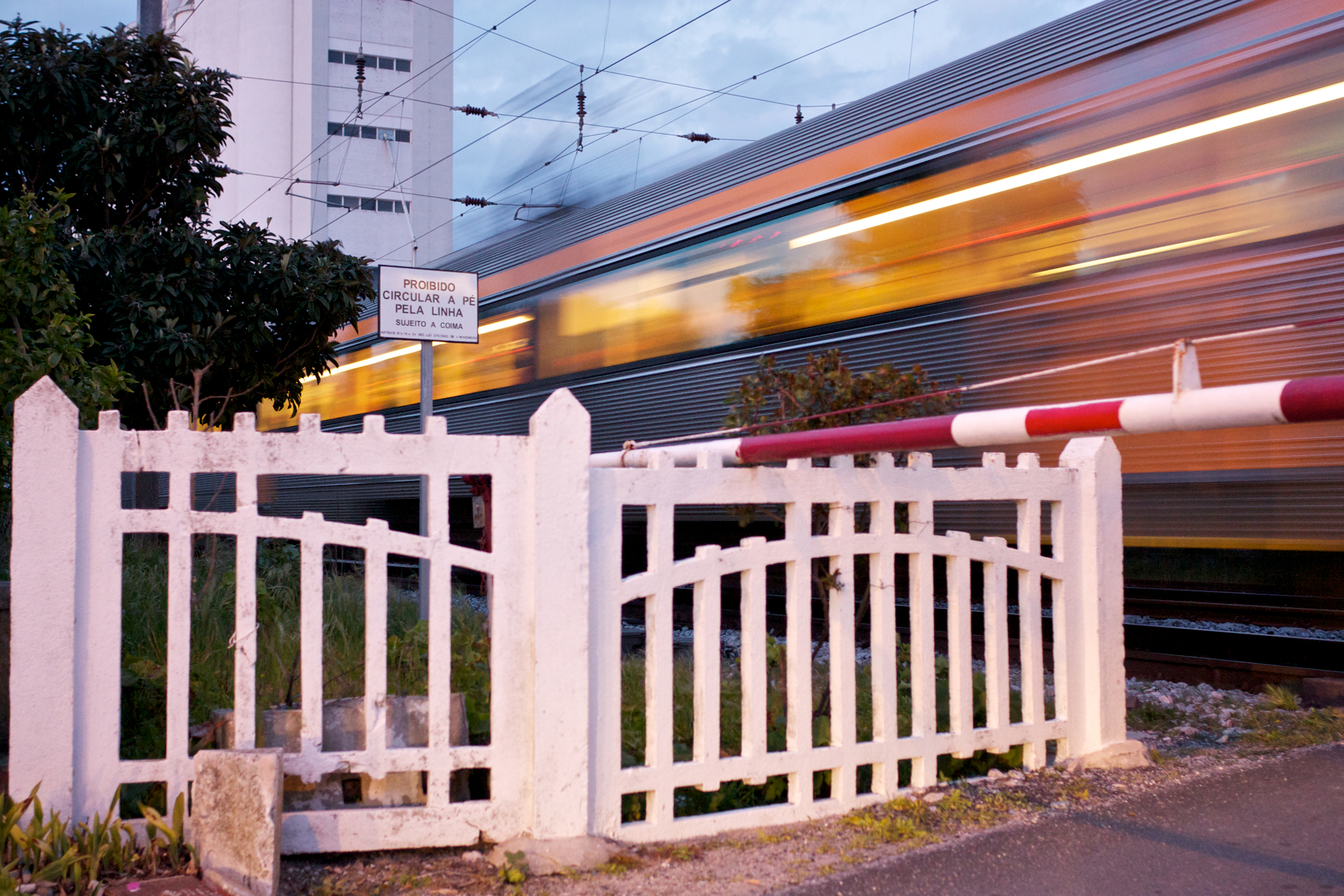
Passagem de nível contígua à estação de Vale de Figueira, em 2011.

## Descrição

### Localização e acessos
Situa-se na localidade de Vale de Figueira, com acesso pela Rua da Estação.

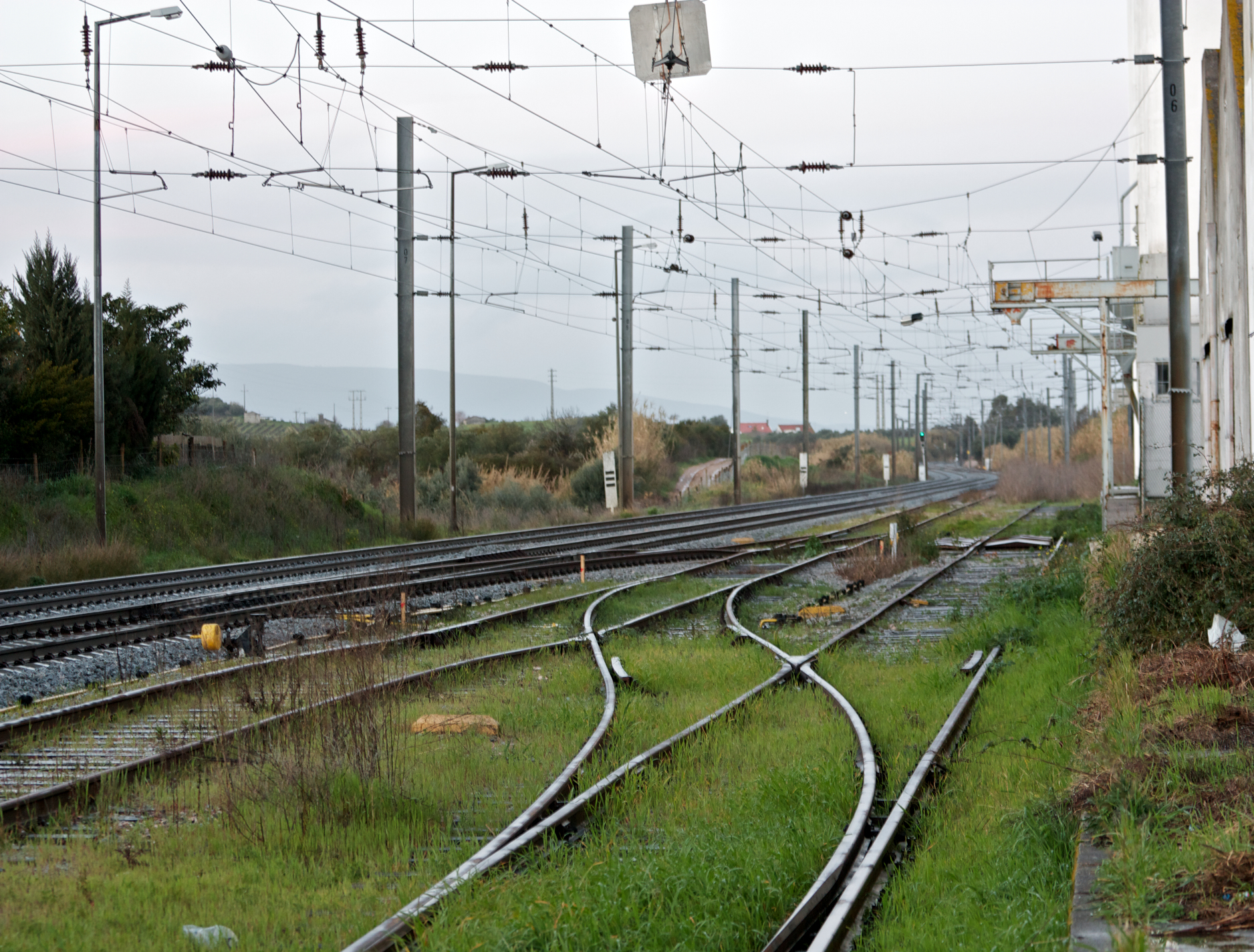
Vista da estação, para norte, junto à inserção do ramal da EPAC, em 2011.

### Infraestrutura
Esta interface apresenta duas vias de circulação, identificadas como I e II, com comprimentos de 1084 e 1080 m, respetivamente e acessíveis por plataformas de 162 e 140 m de comprimento e cada uma com um segmento de 80 m com altura de 685 mm, tendo os restantes respetivamente 300 mm e 200 mm. O edifício de passageiros situa-se do lado nascente da via (lado direito do sentido ascendente, a Campanhã). Nesta estação insere-se na rede ferroviária o ramal particular Vale de Figueira - EPAC.

### Serviços
Em dados de 2023, esta interface é servida por comboios de passageiros da C.P. de tipo regional com 19 circulações diárias em cada sentido com término em Tomar, e seis com término no Entroncamento, tendo todas com o outro término em Lisboa-S.A..

## História
Esta estação situa-se no troço entre Santarém e Entroncamento da Linha do Norte, que entrou ao serviço, junto com o troço até Abrantes da Linha do Leste, em 7 de Novembro de 1862.

Em Janeiro de 2011, contava com duas vias de circulação, com 1209 e 1633 m de comprimento; as plataformas apresentavam 152 e 184 m de extensão, e 30 e 25 cm de altura — valores mais tarde alterados para os atuais.